# Electròlit d'estat sòlid

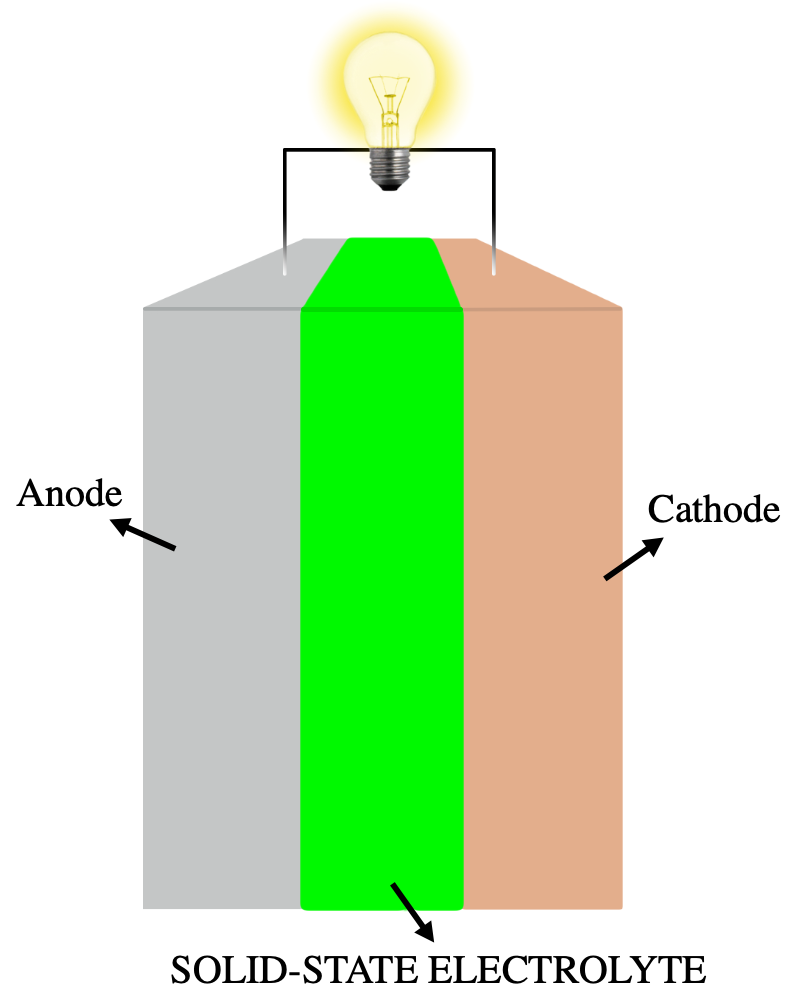
Tota la bateria d'estat sòlid amb l'electròlit d'estat sòlid.

Un electròlit d'estat sòlid (SSE) és un conductor iònic sòlid i un material aïllant d'electrons i és el component característic de la bateria d'estat sòlid. És útil per a aplicacions en l'emmagatzematge d'energia elèctrica (EES) en substitució dels electròlits líquids que es troben en particular a les bateries d'ions de liti. Els principals avantatges són la seguretat absoluta, sense problemes de fuites de dissolvents orgànics tòxics, baixa inflamabilitat, no volatilitat, estabilitat mecànica i tèrmica, fàcil processabilitat, baixa autodescàrrega, major densitat de potència assolible i ciclabilitat. Això fa possible, per exemple, l'ús d'un ànode de metall de liti en un dispositiu pràctic, sense les limitacions intrínseques d'un electròlit líquid gràcies a la propietat de la supressió de la dendrita de liti en presència d'una membrana d'electròlit d'estat sòlid. L'ús d'un ànode d'alta capacitat i un potencial de reducció baix, com el liti amb una capacitat específica de 3860 mAhg−1 i un potencial de reducció de -3,04V vs SHE, en substitució del tradicional grafit de baixa capacitat, que presenta una capacitat teòrica de 372 mAhg−1 en el seu estat totalment litiat de LiC6, és el primer pas en la realització d'una bateria recarregable més lleugera, més fina i més barata. A més, això permet assolir densitats d'energia gravimètrica i volumètrica, prou altes per aconseguir 500 milles per càrrega única en un vehicle elèctric. Malgrat els avantatges prometedors, encara hi ha moltes limitacions que dificulten la transició de les ESS de la investigació acadèmica a la producció a gran escala, depenent principalment de la poca conductivitat iònica en comparació amb la dels homòlegs líquids. No obstant això, molts fabricants d'automòbils (Toyota, BMW, Honda, Hyundai) esperen integrar aquests sistemes en dispositius viables i comercialitzar vehicles elèctrics basats en bateries d'estat sòlid per al 2025.

## Història
Els primers electròlits inorgànics en estat sòlid van ser descoberts per Michael Faraday al segle XIX, essent el sulfur de plata (Ag2S) i el fluorur de plom (II) (PbF2). El primer material polimèric capaç de conduir ions a l'estat sòlid va ser el PEO, descobert als anys 70 per V. Wright. La importància del descobriment es va reconèixer a principis dels anys vuitanta.
Tanmateix, queden problemes fonamentals no resolts per entendre completament el comportament de les bateries totalment sòlides, especialment a l'àrea de les interfícies electroquímiques. En els darrers anys, les necessitats de millores de seguretat i rendiment respecte a la química d'última generació dels ions de liti estan fent que les bateries d'estat sòlid siguin molt atractives i ara es consideren una tecnologia encoratjadora per satisfer la necessitat de vehicles elèctrics amb bateries de llarg abast. del futur proper.
El març de 2020, el Samsung Advanced Institute of Technology (SAIT) va publicar una investigació sobre una bateria d'estat sòlid (ASSB) que utilitzava un electròlit d'estat sòlid basat en argirodita amb una densitat d'energia demostrada de 900 WhL-1 i una ciclabilitat estable. de més de 1000 cicles, arribant per primera vegada a un valor proper als 1000 WhL−1.

## Propietats
Perquè les bateries d'estat sòlid (SSB)/electròlits sòlids (SE) es converteixin en un gran desafiador del mercat, ha de complir algunes mesures de rendiment clau. Els principals criteris que hauria de tenir un SSB/SE són:
- Conductivitat iònica: històricament, els SSB han patit conductivitats iòniques baixes a causa de la mala cinètica interfacial i la mobilitat dels ions en general. Per tant, un SE amb una alta conductivitat iònica és de primordial importància. Es pot mesurar una alta conductivitat iònica (almenys superior a 10−4 Scm−1 ) mitjançant l'anàlisi d'espectroscòpia d'impedància electroquímica (EIS).
- Densitat d'energia volumètrica: juntament amb una alta conductivitat iònica, el candidat ha de tenir la capacitat d'apilar-se dins d'un sol paquet, de manera que subministra una alta densitat d'energia als vehicles elèctrics. Cal una alta densitat d'energia volumètrica perquè l'autonomia de conducció dels vehicles elèctrics es pugui augmentar entre càrregues.
- Densitat de potència: es necessita una densitat de potència suficient (W/L) per disposar d'energia quan sigui necessari, que també és una mesura de la rapidesa amb què es pot dur a terme la càrrega i la descàrrega.
- Cicle de vida: es necessiten un cicle llarg i una vida útil, ja que les bateries d'ió de liti convencionals es degraden al cap d'uns quants anys.
- Nombre de transferència iònica: el nombre de transferència iònic elevat (el més proper possible a 1) es pot mesurar mitjançant una combinació de cronoamperometria (CA) i anàlisi EIS.
- Estabilitat tèrmica, mecànica i electroquímica: durant el funcionament del dispositiu o del cotxe, els SSB poden patir grans variacions de volum i enfrontar-se a tensions mecàniques. A més, l'estabilitat electroquímica a alts potencials d'elèctrode de funcionament que són avantatges quan es tracta d'alta densitat d'energia. Per tant, és important que es tingui en compte la seva estabilitat mecànica, tèrmica i electroquímica. La resistència mecànica elevada (almenys desenes de MPa) es pot mesurar mitjançant una prova de tracció tradicional. Les finestres d'estabilitat electroquímica amples (ESW) (almenys 4-5 V) es poden mesurar mitjançant voltametria d'escombrat lineal (LSV) o voltametria cíclica (CV).
- Compatibilitat: el SE ha de ser compatible amb els materials dels elèctrodes utilitzats a les bateries, ja que ja hi ha una gran probabilitat d'augmentar la resistència en els SSB a causa de l'àrea de contacte limitada entre els materials de l'electròlit i l'elèctrode. També ha de ser estable en contacte amb el metall de liti. Ha de ser més lleuger perquè es pugui utilitzar en dispositius electrònics portàtils. L'alta compatibilitat amb el material de l'elèctrode es pot mesurar mitjançant l'anàlisi EIS repetida durant més dies consecutius.
- Tecnologies de fabricació econòmiques: si els SE contenen materials cars com Ge, farà que el cost de producció augmenti significativament. La producció d'un SSB exemplar requerirà la convergència de tecnologies de fabricació senzilles com la dispersió de partícules, la mescla mecànica, la formació de pel·lícules, etc.

És difícil que un material compleixi tots els criteris anteriors, per tant, es poden utilitzar altres enfocaments, com ara un sistema d'electròlits híbrids que combina els avantatges dels electròlits inorgànics i de polímers.